# Зајфхенерсдорф
Зајфхенерсдорф (њем. Seifhennersdorf) град је у њемачкој савезној држави Саксонија. Једно је од 59 општинских средишта округа Герлиц. Према процјени из 2010. у граду је живјело 4.371 становника. Посједује регионалну шифру (AGS) 14626530.

## Географски и демографски подаци
Зајфхенерсдорф се налази у савезној држави Саксонија у округу Герлиц. Град се налази на надморској висини од 360 метара. Површина општине износи 19,2 km². У самом граду је, према процјени из 2010. године, живјело 4.371 становника. Просјечна густина становништва износи 228 становника/km².